# 迪爾克里克鎮區 (明尼蘇達州奧特泰爾縣)
迪爾克里克鎮區（英語：Deer Creek Township）是位於美國明尼蘇達州奧特泰爾縣的一個行政鎮區。

## 地方資料
迪爾克里克鎮區的面積為84.12平方千米，當中陸地面積為83.35平方千米，而水域面積為0.77平方千米。根據2020年美國人口普查的數據，當地共有人口400人，而人口密度為每平方千米4.76人。